# Hozumi no Miko
O príncipe Hozumi no Miko (穂積皇子, [- 715] Erro: {{japonês}}: texto da transliteração contém caractere não latino (pos 9) (ajuda)) foi membro da família imperial  e político durante o Período Asuka da história do Japão.

## Vida
Takechi  era o 13º filho do Imperador Tenmu e meio-irmão mais novo de Takechi no Miko. Sua mãe foi Soga no Ōnu-no-iratsume (Senhora Ōnu).
Tornou-se Daijō Daijin em 705 até sua morte em 715.
Após a morte de Princesa Tajima (708), mulher de seu meio-irmão Takechi, por quem se enamorara, se casou com a poetisa Ōtomo no Sakanoe no Iratsume.
Após a morte da amada escreveu inúmeros poemas onde colocava a tristeza pelo acontecido.
| Precedido por Príncipe Osakabe no Miko | 4º Daijō Daijin (705 - 715) | Sucedido por Príncipe Toneri no Miko |